# SS William A. Graham
La SS William A. Graham fu progettata nel 1941 dalla United States Maritime Commission (MARCOM) e smantellata nel 1972 dalla Union Minerals and Alloys Corporation.

## Da nave merci a nave militare
La nave venne costruita come nave trasporto per uso civile; successivamente, nel 1942, fu impiegata come nave trasporto militare insieme ad altre 2.700 navi mercantili, prodotte in seguito all’approvazione di un programma di costruzione navale di emergenza. Fu costruita in otto settimane presso il Terminal Island della North Carolina Shipbuilding in Wilmington (Carolina del Nord) e gestita da JH Winchester & Co. di New York. Durante il suo viaggio inaugurale, mentre trasportava le forniture Lend-Lease a Karachi, la nave riuscì ad evitare un attacco di sottomarini tedeschi presso Città del Capo nell'ottobre del 1942.

## Le operazioni di rifornimento nel Golfo di Salerno
Nel settembre del 1943 fu impiegata come nave appoggio e rifornitrice durante l’Operazione Avalanche. Durante questa missione ebbe un secondo incontro ravvicinato con il nemico tedesco che avvenne nel giugno 1944, quando bombardieri tedeschi attaccarono il porto di Anzio dove la Graham era ormeggiata alla fonda con altri sei mercanti.

## Il disarmo, la riserva e la rottamazione
La nave dopo la guerra, fu disarmata e adibita al trasporto merci sotto diversi operatori fino al 1952. Dal 1952, insieme ad altre unità della stessa flotta, fu destinata alla riserva a Mobile, in Alabama. Nel 1972 la nave fu acquistata per la rottamazione e smantellata dalla Union Minerals and Alloys Corporation.